# 스포트라이트 (드라마)
《스포트라이트》는 MBC에서 2008년 5월 14일부터 2008년 7월 3일까지 방송된 수·목 미니시리즈 드라마이다.
제작진과 작가와의 의견 차이로 이기원 작가가 중도 하차하고 이미 짜놓은 큰 줄거리를 바탕으로 9회 대본부터 황주하·최윤정 작가가 공동 집필했다.

## 줄거리
현실에 비치는 뉴스와 그 안에 감춰진 기자들의 고충, 악재. 기자의 생명과도 같은 기사 하나마다의 사연을 드라마로 표현하였다.

## 제작진
- 기획 : 오경훈
- 연출 : 김도훈
- 조연출 : 오현종, 민정아, 이은창
- 원안 : 이기원
- 극본 : 이기원 (1회 ~ 8회)
황주하, 최윤정 (9회 ~ 16회)

## 등장 인물

### 주요 인물
- 손예진 : 서우진 역
- 지진희 : 오태석 역
- 조윤희 : 채명은 역
- 진구 : 이순철 역

### 보도국 사람들
- 김보경 : 바이스 이주희 역
- 고명환 : 우진의 선배 승찬 역
- 민서현 : 수습 기자 엄세희 역
- 이기열 : 보도국장 문재국 역
- 안석환 : 사회부장 안중석 역
- 정규수 : 정치부장 정성일 역
- 박유승 : 정치부차장 박진섭 역

### 우진 가족
- 김정욱 : 명성일보 기자 서우현 역
- 금보라 : 우진 어머니 역
- 전인택 : 우진 아버지 역

### 형사들
- 이대연 : 형사 고병천 역
- 임승대 : 형사 이춘기 역
- 최승경 : 형사 역
- 맹봉학 : 경찰서장 역

### 그 외 인물
- 심형탁 : 심재호 대리 역 서우진 대학선배
- 정진 : 탈옥수 장진규 역
- 최종률 : 조상민 변호사 역
- 정혜영 : 김미희 앵커 역
- 이병욱 : 추명훈 역
- 박용기 : 이재명 상무 역
- 이승철 : 건설사회장 역
- 민아령 : 정기자 역
- 신영진
- 권태원
- 송민형

## 이모저모
- SBS 카인과 아벨의 방영 이전 제작했던 드라마가[3] 무산된 후 지진희가 선택한 드라마였다.